# Logarit

Đồ thị của hàm logarit cơ số 2 cắt trục hoành tại x = 1 và đi qua các điểm (2, 1), (4, 2), và (8, 3), thể hiện rằng, chẳng hạn, log_{2}(8) = 3 và 2^{3} = 8. Khi x càng gần 0 thì đồ thị dần tiệm cận trục tung, nhưng không cắt trục đó.

Trong toán học, logarit (tiếng Anh: logarithm) của một số là lũy thừa mà một giá trị cố định, gọi là cơ số, phải được nâng lên để tạo ra số đó. Ví dụ, logarit cơ số 10 của 1000 là 3 vì 1000 là 10 lũy thừa 3: 1000 = 10 × 10 × 10 = 103. Tổng quát hơn, nếu x = by thì y được gọi là logarit cơ số b của x và được ký hiệu là logb x.
Logarit do John Napier giới thiệu lần đầu tiên vào năm 1614 như là một cách để đơn giản hóa việc tính toán. Về sau, nó đã nhanh chóng được nhiều nhà khoa học sử dụng để hỗ trợ trong tính toán, đặc biệt là các phép tính yêu cầu độ chính xác cao, thông qua thước loga và bảng logarit. Các công cụ này dựa trên tính chất rằng logarit của một tích bằng tổng các logarit của các thừa số:
{\displaystyle \log _{b}(xy)=\log _{b}x+\log _{b}y.\,}
Khái niệm logarit như ngày nay đến từ Leonhard Euler, người đã liên hệ nó với hàm mũ vào thế kỷ 18.
Logarit cơ số 10 (b = 10) được gọi là logarit thập phân và có nhiều ứng dụng trong khoa học và kỹ thuật. Logarit tự nhiên có cơ số là hằng số e (b ≈ 2,718) và được ứng dụng phổ biến nhất trong toán học và vật lý, đặc biệt là vi tích phân. Logarit nhị phân sử dụng cơ số 2 (b = 2) và được sử dụng nhiều nhất trong khoa học máy tính.
Thang đo logarit cho phép thu hẹp các đại lượng kích thước lớn về phạm vi nhỏ hơn. Chẳng hạn, decibel (dB) là đơn vị logarit định lượng áp suất âm thanh và tỉ lệ hiệu điện thế. Trong hóa học, pH là một đơn vị logarit dùng để đo độ axit hay base của dung dịch nước. Logarit cũng phổ biến trong công thức khoa học, trong việc nghiên cứu độ phức tạp tính toán hay các phân dạng. Nó hỗ trợ mô tả tỉ lệ tần số của các quãng trong âm nhạc, xuất hiện trong công thức đếm số nguyên tố, tính gần đúng một giai thừa, nghiên cứu một số mô hình trong tâm vật lý học và được ứng dụng trong lĩnh vực kế toán điều tra.
Giống như cách logarit đảo ngược phép lũy thừa, logarit phức là hàm ngược của hàm lũy thừa trong số phức. Một dạng khác của logarit là logarit rời rạc, một hàm ngược đa trị của hàm mũ trong nhóm hữu hạn, với một số ứng dụng trong mật mã hóa khóa công khai.

## Cơ sở và định nghĩa
Phép cộng, phép nhân và lũy thừa là ba trong các phép toán số học cơ bản nhất. Phép toán ngược lại với phép cộng là phép trừ, ngược lại với phép nhân là phép chia. Một cách tương tự, logarit là phép toán ngược lại với lũy thừa. Lũy thừa tức là khi một số b, gọi là cơ số, được nâng lên lũy thừa y, gọi là số mũ, để cho giá trị x, ký hiệu là
{\displaystyle b^{y}=x.}
Ví dụ, 2 nâng lên lũy thừa 3 bằng 8, vì 8 là tích của ba thừa số 2 nhân với nhau: 23 = 2 × 2 × 2 = 8. Phép lũy thừa có thể được mở rộng cho mọi số thực y.
Logarit cơ số b chính là phép toán ngược, cho giá trị là y từ một số x ban đầu. Có nghĩa là, y = logb x tương đương với x = by với b là số thực dương. (Nếu b không phải là số thực dương, phép lũy thừa và logarit vẫn xác định nhưng có thể cho các giá trị khác nhau, dẫn đến việc định nghĩa phức tạp hơn.)
Một trong những cơ sở lịch sử cho sự ra đời của logarit là công thức
{\displaystyle \log _{b}(xy)=\log _{b}x+\log _{b}y,\,}
cho phép đưa các phép tính nhân và chia thành phép cộng, phép trừ và việc tra cứu bảng số logarit (trước khi máy tính được phát minh).

### Định nghĩa
Logarit cơ số b của một số thực dương x là số mũ mà b cần phải được nâng lên để có được x. Nói cách khác, logarit cơ số b của x là nghiệm y của phương trình
{\displaystyle b^{y}=x}
và được ký hiệu là logb x. Để giá trị của logarit được xác định thì cơ số b phải là một số thực dương khác 1 và x là một số dương.

### Ví dụ
Ta có log2 16 = 4 vì 24 = 2 × 2 × 2 × 2 = 16. Logarit có thể là số âm:
{\displaystyle \log _{2}\!{\frac {1}{2}}=-1} vì {\displaystyle 2^{-1}={\frac {1}{2^{1}}}={\frac {1}{2}}.}
Một ví dụ khác: log10150 gần bằng 2,176, một số nằm giữa 2 và 3, giống như khi 150 nằm giữa 102 = 100 và 103 = 1000. Cuối cùng, với mọi cơ số b thì logb b = 1 và logb 1 = 0 vì b1 = b và b0 = 1.

## Các đồng nhất thức logarit
Các công thức quan trọng sau đây, gọi là đồng nhất thức logarit, liên hệ các logarit với nhau.

### Tích, thương, lũy thừa và căn
Logarit của một tích là tổng các logarit của các thừa số; logarit của một thương gồm hai số là hiệu logarit của hai số đó. Logarit của một số lũy thừa p bằng p lần logarit của số đó; logarit của một số căn bậc p là logarit của số đó chia cho p. Bảng dưới đây liệt kê các phép tính logarit cơ bản nêu trên và các ví dụ.
|          | Công thức                                                        | Ví dụ                                                                                    |
| -------- | ---------------------------------------------------------------- | ---------------------------------------------------------------------------------------- |
| Tích     | {\displaystyle \log _{b}(xy)=\log _{b}x+\log _{b}y}              | {\displaystyle \log _{3}243=\log _{3}(9\cdot 27)=\log _{3}9+\log _{3}27=2+3=5}           |
| Thương   | {\displaystyle \log _{b}\!{\frac {x}{y}}=\log _{b}x-\log _{b}y}  | {\displaystyle \log _{2}16=\log _{2}\!{\frac {64}{4}}=\log _{2}64-\log _{2}4=6-2=4}      |
| Lũy thừa | {\displaystyle \log _{b}\left(x^{p}\right)=p\log _{b}x}          | {\displaystyle \log _{2}64=\log _{2}\left(2^{6}\right)=6\log _{2}2=6}                    |
| Căn      | {\displaystyle \log _{b}{\sqrt[{p}]{x}}={\frac {\log _{b}x}{p}}} | {\displaystyle \log _{10}{\sqrt {1000}}={\frac {1}{2}}\log _{10}1000={\frac {3}{2}}=1,5} |

### Đổi cơ số
Logarit logbx có thể được tính từ logarit cơ số trung gian k của x và b theo công thức:
{\displaystyle \log _{b}x={\frac {\log _{k}x}{\log _{k}b}}.}
Các máy tính bỏ túi điển hình thường tính logarit cơ số 10 và e. Logarit cơ số b bất kỳ có thể được xác định bằng cách đưa một trong hai logarit đặc biệt này vào công thức trên:
{\displaystyle \log _{b}x={\frac {\log _{10}x}{\log _{10}b}}={\frac {\log _{e}x}{\log _{e}b}}.\,}
Cho một số x và logarit cơ số b của nó logbx với b chưa biết, thì b được tính bằng
{\displaystyle b=x^{\frac {1}{\log _{b}x}},}
bằng cách mũ hóa biểu thức {\displaystyle x=b^{\log _{b}x}} lên số mũ{\displaystyle \;{\tfrac {1}{\log _{b}x}}.}

## Các cơ số đặc biệt

Đồ thị của ba hàm số logarit phổ biến nhất với cơ số 2, e và 10

Trong các giá trị của cơ số b, có ba cơ số đặc biệt. Chúng gồm b = 10, b = e (hằng số vô tỉ xấp xỉ bằng 2,71828) và b = 2. Trong giải tích toán học, logarit cơ số e là phổ biến nhất nhờ các tính chất được giải thích dưới đây. Mặt khác, có thể dễ dàng tính logarit cơ số 10 trong hệ thập phân:
{\displaystyle \log _{10}(10x)=\log _{10}10+\log _{10}x=1+\log _{10}x.\ }
Do đó, log10x có liên hệ với số chữ số của một số nguyên dương x: đó là số nguyên nhỏ nhất lớn hơn log10x. Chẳng hạn, log101430 gần bằng 3,15. Số nguyên liền sau là 4 và là số chữ số trong số 1430. Logarit cơ số e và logarit cơ số 2 thường được dùng trong lý thuyết thông tin, có liên quan đến hai đơn vị cơ bản nhất trong thông tin là nat và bit. Logarit cơ số 2 cũng được sử dụng trong khoa học máy tính (hệ nhị phân); trong lý thuyết âm nhạc (quãng tám, đơn vị cent) và trong nhiếp ảnh để đo giá trị phơi sáng.
Bảng dưới đây liệt kê các ký hiệu logarit thông dụng và lĩnh vực mà chúng được sử dụng. Một số tài liệu viết logx thay vì logbx khi cơ số của logarit là cố định tùy theo trường hợp. Cột "Ký hiệu ISO" liệt kê các ký hiệu do Tổ chức tiêu chuẩn hóa quốc tế khuyến nghị (ISO 80000-2).
| Cơ số b | Tên gọi của logbx | Ký hiệu ISO | Các ký hiệu khác                                        | Sử dụng trong                                                                                       |
| ------- | ----------------- | ----------- | ------------------------------------------------------- | --------------------------------------------------------------------------------------------------- |
| 2       | logarit nhị phân  | lb x        | ld x, log x, lg x, log2x                                | khoa học máy tính, lý thuyết thông tin, lý thuyết âm nhạc, nhiếp ảnh                                |
| e       | logarit tự nhiên  | ln x        | log x (trong toán học và nhiều ngôn ngữ lập trình)      | toán học, vật lý, hóa học, thống kê, kinh tế học, lý thuyết thông tin và kỹ thuật                   |
| 10      | logarit thập phân | lg x        | log x, log10x (trong kỹ thuật, sinh học, thiên văn học) | nhiều lĩnh vực trong kỹ thuật (xem decibel và mục Ứng dụng), bảng logarit, máy tính bỏ túi, phổ học |

## Lịch sử

### Trước khi logarit xuất hiện
Từ thế kỷ 3 TCN, trong cuốn Người đếm cát, Archimedes đã quan sát và đưa ra khái niệm rằng "bậc" của một số tương đương với số mũ của lũy thừa cơ số 108 = 100.000.000. Ông cũng nhắc đến quy tắc nhân hai số với nhau bằng cách cộng "bậc" của chúng lại với nhau. Nguyên lý này về sau là một cơ sở dẫn đến sự ra đời khái niệm logarit. Khoảng 1000 năm sau đó, Virasena, một nhà toán học Kỳ Na người Ấn Độ, tìm ra khái niệm ardhacheda: số lần một số có thể chia hết cho 2. Với lũy thừa của 2, đó chính là giá trị nguyên của logarit cơ số 2, còn đối với các số khác thì giá trị đó không bằng logarit của chúng. Thời điểm đó, ông cũng đã phát hiện và giới thiệu thêm hai khái niệm tương tự là trakacheda (cơ số 3) và caturthacheda (cơ số 4). Năm 1544, Michael Stifel cho xuất bản cuốn Arithmetica Integra có chứa một bảng số nguyên và lũy thừa của 2 tương ứng, mà khi đảo ngược các hàng lại thì có thể được xem là dạng ban đầu của bảng logarit. Đến thế kỷ 16–17, kỹ thuật prosthaphaeresis (tạm dịch: thuật nhân và chia số bằng các công thức lượng giác) xuất hiện và được dùng để chuyển phép nhân thành phép cộng thông qua các đẳng thức lượng giác.

### Từ Napier đến Euler

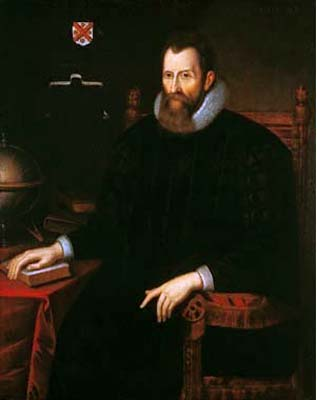
John Napier, người phát minh ra logarit

Khái niệm logarit do John Napier công bố lần đầu tiên vào năm 1614 trong một cuốn sách có tựa đề là Mirifici logarithmorum canonis descriptio. Nó có liên quan đến các điểm chuyển động thẳng: Napier đã tưởng tượng một điểm thứ nhất P chuyển động đến điểm cuối của một đoạn thẳng với vận tốc giảm dần, và điểm thứ hai L chuyển động đều trên một nửa đường thẳng với độ dài vô hạn, sau đó liên hệ khoảng cách giữa P với điểm cuối của đoạn thẳng và giữa L với điểm đầu của nửa đường thẳng để nêu ra định nghĩa logarit. Phát hiện này được đánh giá cao và nhanh chóng lan rộng sang nhiều quốc gia khác, bao gồm Trung Quốc và một số nước ở châu Âu trong những năm sau đó. Jost Bürgi cũng tìm ra logarit một cách độc lập nhưng xuất bản công trình của mình sáu năm sau Napier. Từ logarithmorum của Napier trong tiếng Latinh có nguồn gốc từ tiếng Hy Lạp, chỉ một số biểu thị tỉ số: λόγος (logos) có nghĩa là "tỉ số" và ἀριθμός (arithmos) có nghĩa là "số".
Năm 1647, Grégoire de Saint-Vincent, một tu sĩ Dòng Tên người Bỉ sống tại Prague, xuất bản một công trình liên hệ logarit với cầu phương của một hyperbol. Ông chỉ ra rằng diện tích f(t) giới hạn bởi hyperbol từ x = 1 đến x = t thỏa mãn
{\displaystyle f(tu)=f(t)+f(u).}
Alphonse Antonio de Sarasa, một học trò và cộng sự của ông, về sau đã liên hệ tính chất này với logarit để dẫn đến khái niệm logarit hyperbol, tương đương với logarit tự nhiên. Logarit tự nhiên lần đầu tiên được mô tả trong cuốn Logarithmotechnia của Nicholas Mercator năm 1668. Khoảng năm 1730, Leonhard Euler định nghĩa hàm mũ và hàm logarit tự nhiên bằng
{\displaystyle {\begin{aligned}e^{x}&=\lim _{n\rightarrow \infty }\left(1+{\frac {x}{n}}\right)^{n},\\[6pt]\ln(x)&=\lim _{n\rightarrow \infty }n(x^{1/n}-1).\end{aligned}}}
Euler cũng chứng minh được rằng hai hàm số này là hai hàm ngược nhau. Cũng trong khoảng thời gian này, ông lần đầu tiên ký hiệu cơ số của logarit tự nhiên bằng chữ e.
Trong chương 6, tập I của bộ Introductio in analysin infinitorum (1748), Euler đưa ra một hướng tiếp cận giống với khái niệm logarit hiện nay. Ông nhận thấy hàm mũ y = az với a là một số thực dương không đổi không phải là một hàm số đại số, mà là một hàm số siêu việt; đồng thời, nó cũng là hàm số tăng khi a > 1. Khi đó, mỗi số a đều tương ứng với một hàm ngược được gọi là logarit cơ số a: z = logay.

### Bảng logarit, thước loga và ứng dụng lịch sử

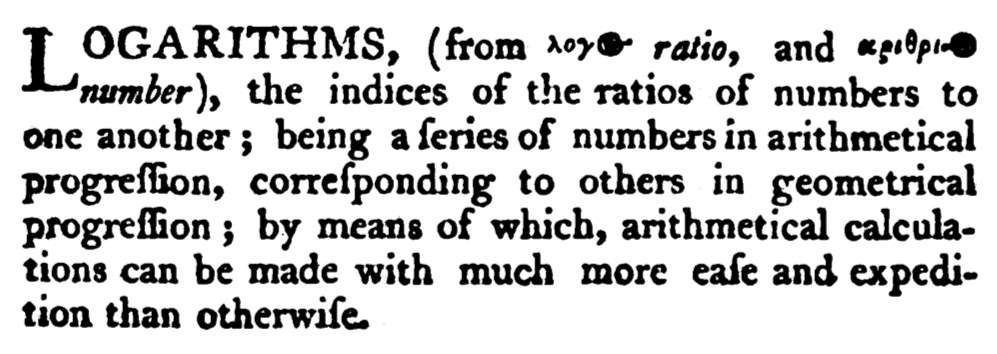
Khái niệm logarit trong Encyclopædia Britannica (năm 1797)

Bằng cách đơn giản hóa các phép tính phức tạp trước khi máy tính ra đời, logarit đóng góp đáng kể cho sự phát triển của khoa học, đặc biệt là thiên văn học. Nó cũng đóng góp cho sự tiến bộ của khảo sát xây dựng, hàng hải thiên văn và nhiều lĩnh vực khác. Pierre-Simon Laplace đã gọi logarit là
"...[một] thủ thuật đáng ngưỡng mộ có thể rút ngắn một công việc từ vài tháng xuống còn vài ngày, từ đó kéo dài cuộc đời của nhà thiên văn lên gấp đôi, và loại bỏ những sai sót cũng như sự chán nản không thể tách rời khỏi những phép tính dài lê thê."
Một công cụ góp phần lớn trong việc ứng dụng logarit vào thực tế là bảng logarit. Bảng đầu tiên như vậy do Henry Briggs biên soạn năm 1617 ngay sau phát minh của Napier, tiếp đó là các bảng số với phạm vi và độ chính xác lớn hơn. Các bảng số này liệt kê các giá trị của logbx và bx với mỗi số x nằm trong một giới hạn nhất định, với độ chính xác nhất định theo một cơ số b nhất định (thường là cơ số 10). Chẳng hạn, bảng đầu tiên của Briggs chứa logarit thập phân của tất cả các số nguyên từ 1 đến 1000 chính xác đến 14 chữ số thập phân. Vì hàm f(x) = bx là hàm ngược của logb x nên nó còn được gọi là antilogarit. Tích và thương của hai số dương c và d thường được tính bằng tổng và hiệu các logarit của chúng. Tích cd hoặc thương c/d có được bằng cách tra cứu antilogarit của tổng và hiệu đó thông qua bảng logarit đó:
{\displaystyle cd=b^{\log _{b}c}\cdot b^{\log _{b}d}=b^{\log _{b}c+\log _{b}d}\,}
và
{\displaystyle {\frac {c}{d}}=cd^{-1}=b^{\log _{b}c-\log _{b}d}.\,}
Đối với các phép tính thông thường yêu cầu độ chính xác cao, việc tra cứu hai logarit, tính tổng hoặc hiệu của chúng rồi tra cứu antilogarit nhanh hơn rất nhiều so với khi thực hiện phép nhân bằng các công cụ trước đây như prosthaphaeresis, vốn phụ thuộc vào các đẳng thức lượng giác. Phép tính lũy thừa và căn được đưa về phép nhân hoặc phép chia và tra cứu theo công thức
{\displaystyle c^{d}=\left(b^{\log _{b}c}\right)^{d}=b^{d\log _{b}c}\,}
và
{\displaystyle {\sqrt[{d}]{c}}=c^{\frac {1}{d}}=b^{{\frac {1}{d}}\log _{b}c}.\,}
Nhiều bảng số còn liệt kê các giá trị logarit bằng cách cho biết phần đặc số và phần định trị của x, nghĩa là phần nguyên và phần thập phân của log10 x. Đặc số của 10 · x là 1 cộng cho đặc số của x, và phần định trị của chúng là giống nhau. Tính chất này làm mở rộng phạm vi của bảng logarit: với một bảng liệt kê các giá trị của log10 x với mọi số nguyên x từ 1 đến 1000, logarit cơ số 10 của 3542 được tính gần đúng bằng
{\displaystyle \log _{10}3542=\log _{10}(10\cdot 354,2)=1+\log _{10}354,2\approx 1+\log _{10}354.}
Một ứng dụng quan trọng khác của logarit là thước loga, một cặp thước chia độ theo logarit được sử dụng trong tính toán, như hình minh họa dưới đây:

Sơ đồ miêu tả thước loga. Bắt đầu từ vị trí 2 ở thước bên dưới, cộng khoảng cách đến 3 ở thước bên trên để đạt tích bằng 6. Thước loga hoạt động được vì nó được chia độ sao cho khoảng cách từ 1 đến x tỉ lệ thuận với logarit của x.

Tiền thân của nó, thước Gunter, được phát minh ngay sau công bố của Napier. William Oughtred sau đó đã phát triển nó lên thành thước loga, một cặp thước logarit có thể trượt lẫn nhau. Các số được đặt trên thước với khoảng cách về độ dài tỉ lệ thuận với hiệu các logarit của chúng. Khi trượt thước bên trên tức là ta đã cộng cơ học các logarit với nhau. Ví dụ, cộng khoảng cách từ 1 đến 2 ở thước bên dưới với khoảng cách từ 1 đến 3 ở thước bên trên cho tích của chúng bằng 6, và giá trị đó được đọc ở thước bên dưới. Thước loga từng là một công cụ tính toán thiết yếu của các nhà khoa học cho đến thập niên 1970, vì nó cho phép tính toán nhanh hơn nhiều so với kỹ thuật tra bảng số.

## Tính chất trong giải tích
Người ta nghiên cứu sâu hơn về logarit thông qua khái niệm hàm số. Hàm số là quy tắc cho một số duy nhất từ một số bất kỳ cho trước. Ví dụ, hàm số cho lũy thừa bậc x của b từ bất kỳ số thực x nào với b là cơ số được viết là {\displaystyle f(x)=b^{x}.\,}

### Hàm số logarit
Để giải thích định nghĩa logarit, cần phải chứng minh rằng phương trình
{\displaystyle b^{x}=y\,}
có một nghiệm x duy nhất với y và b là số dương và b khác 1. Để chứng minh điều này, ta cần đến định lý giá trị trung gian trong giải tích sơ cấp. Theo định lý, một hàm số liên tục cho hai giá trị m và n cũng cho bất kỳ giá trị nào nằm giữa m và n. Hàm số liên tục là hàm mà đồ thị có thể vẽ trên mặt phẳng tọa độ mà không cần nhấc bút lên.
Tính chất này có thể được chứng minh là đúng với hàm f(x) = bx. Vì f có thể mang giá trị dương lớn hay nhỏ tùy ý, nên mỗi số y > 0 đều nằm giữa f(x0) và f(x1) với x0 và x1 thích hợp. Do đó, định lý giá trị trung gian đảm bảo rằng phương trình f(x) = y có một nghiệm. Hơn nữa, nghiệm này là duy nhất vì hàm số f là hàm số tăng nếu b > 1 và là hàm số giảm nếu 0 < b < 1.
Nghiệm x đó chính là logarit cơ số b của y, logby. Hàm số gán cho y giá trị logarit của nó được gọi là hàm số logarit. Hàm số logarit y = logb x xác định trên tập hợp số thực dương, cho giá trị là một số thực bất kỳ, và là hàm số tăng duy nhất thỏa mãn f(b) = 1 và f(uv) = f(u) + f(v).

### Hàm ngược

Đồ thị của hàm logarit log_{b}(x) (màu xanh) đối xứng với đồ thị của hàm mũ b^{x} (màu đỏ) theo đường thẳng x = y.

Công thức logarit của một lũy thừa cho thấy với một số x bất kỳ,
{\displaystyle \log _{b}\left(b^{x}\right)=x\log _{b}b=x.}
Lần lượt lấy lũy thừa bậc x của b rồi lấy logarit cơ số b, ta lại có được x. Ngược lại, với một số dương y bất kỳ, biểu thức
{\displaystyle b^{\log _{b}y}=y}
cho thấy khi lấy logarit rồi lũy thừa, ta lại có được y. Như vậy, khi đồng thời thực hiện phép lũy thừa và logarit trong cùng một số, ta có được số ban đầu. Vì vậy, logarit cơ số b là hàm ngược của f(x) = bx.
Hàm ngược có liên hệ mật thiết với hàm số gốc ban đầu. Đồ thị của chúng đối xứng nhau qua đường thẳng x = y như hình bên phải: một điểm (t, u = bt) trong đồ thị của f(x) tương ứng với điểm (u, t = logbu) trong đồ thị của hàm logarit và ngược lại. Như vậy, logb(x) phân kỳ lên vô hạn (lớn hơn bất kỳ số nào đã biết) nếu x tăng đến vô hạn, với b lớn hơn 1. Trong trường hợp này, logb(x) là hàm số tăng. Khi b < 1 thì ngược lại, logb(x) dần về âm vô hạn. Khi x dần về 0 thì giới hạn của logbx là âm vô hạn với b > 1 và là dương vô hạn với b < 1.

### Đạo hàm và nguyên hàm

Đồ thị của hàm logarit tự nhiên (màu xanh lá) và tiếp tuyến của nó tại x = 1,5 (màu đen)

Các tính chất giải tích của hàm số cũng đúng với hàm ngược của chúng. f(x) = bx là một hàm số liên tục và khả vi, và logby cũng vậy. Một cách đại khái rằng, một hàm số liên tục là hàm số khả vi nếu đồ thị của nó không bị "đứt gãy" ở bất cứ điểm nào. Hơn nữa, vì đạo hàm của f(x) bằng ln(b)bx theo tính chất của hàm mũ nên theo quy tắc hàm hợp, đạo hàm của logbx được tính bằng
{\displaystyle {\frac {d}{dx}}\log _{b}x={\frac {1}{x\ln b}},}
tức là hệ số góc của tiếp tuyến đồ thị hàm logarit cơ số b tại điểm (x, logb(x)) bằng 1/(x ln(b)). Đặc biệt, đạo hàm của ln(x) là 1/x, nghĩa là nguyên hàm của 1/x bằng ln(x) + C. Đạo hàm với đối số hàm tổng quát f(x) là
{\displaystyle {\frac {d}{dx}}\ln f(x)={\frac {f'(x)}{f(x)}}.}
Tỉ số ở vế phải được gọi là đạo hàm logarit của f(x). Việc tính f'(x) bằng đạo hàm của ln(f(x)) được gọi là vi phân logarit. Nguyên hàm của hàm logarit tự nhiên ln(x) là:
{\displaystyle \int \ln(x)\,dx=x\ln(x)-x+C.}
Từ phương trình này, có thể suy ra các công thức liên quan chẳng hạn như nguyên hàm của logarit cơ số khác bằng phép đổi cơ số.

### Biểu diễn tích phân của logarit tự nhiên
Logarit tự nhiên của t bằng tích phân của 1/x dx từ 1 đến t:
{\displaystyle \ln(t)=\int _{1}^{t}{\frac {1}{x}}\,dx.}

Logarit tự nhiên của t là diện tích phần hình được tô đậm nằm dưới đồ thị hàm số f(x) = 1/x (nghịch đảo của x).

Nói cách khác, ln(t) là diện tích của hình phẳng giới hạn bởi trục hoành và đồ thị của hàm số 1/x, từ x = 1 đến x = t (hình bên phải). Đó là hệ quả từ việc áp dụng định lý cơ bản của giải tích và việc đạo hàm của ln(x) là 1/x. Vế phải của phương trình trên có thể được xem là khái niệm về logarit tự nhiên. Các công thức logarit của tích và lũy thừa đều có thể được suy ra từ khái niệm này. Chẳng hạn, ta có công thức tích ln(tu) = ln(t) + ln(u) vì
{\displaystyle \ln(tu)=\int _{1}^{tu}{\frac {1}{x}}\,dx\ {\stackrel {(1)}{=}}\int _{1}^{t}{\frac {1}{x}}\,dx+\int _{t}^{tu}{\frac {1}{x}}\,dx\ {\stackrel {(2)}{=}}\ln(t)+\int _{1}^{u}{\frac {1}{w}}\,dw=\ln(t)+\ln(u).}
Đẳng thức (1) chia tích phân thành hai phần, còn đẳng thức (2) là phép đổi biến số (w = x/t). Trong hình dưới đây, phép tách tích phân này tức là chia hình phẳng thành hai phần màu vàng và màu xanh. Thay đổi kích thước phần hình phẳng màu xanh bên trái theo hàng dọc tỉ lệ theo biến t và thu nhỏ lại nó theo hàng ngang theo tỉ lệ đó không làm thay đổi diện tích của nó. Di chuyển phần hình màu xanh một cách thích hợp thì nó lại khớp với đồ thị hàm số f(x) = 1/x. Do đó, phần hình phẳng màu xanh bên trái, tức là tích phân của f(x) từ t đến tu bằng tích phân từ 1 đến u. Tính chất này giải thích cho đẳng thức (2) một cách trực quan.

Hình ảnh minh họa công thức tích của logarit tự nhiên

Chứng minh tương tự, ta cũng có công thức lũy thừa ln(tr) = r ln(t):
{\displaystyle \ln(t^{r})=\int _{1}^{t^{r}}{\frac {1}{x}}dx=\int _{1}^{t}{\frac {1}{w^{r}}}\left(rw^{r-1}\,dw\right)=r\int _{1}^{t}{\frac {1}{w}}\,dw=r\ln(t).}
Phép biến đổi thứ hai có sự thay đổi biến số w = x1/r.
Tổng của dãy nghịch đảo các số tự nhiên,
{\displaystyle 1+{\frac {1}{2}}+{\frac {1}{3}}+\cdots +{\frac {1}{n}}=\sum _{k=1}^{n}{\frac {1}{k}},}
được gọi là chuỗi điều hòa. Nó có liên hệ với logarit tự nhiên: khi n tiến đến vô hạn thì hiệu
{\displaystyle \sum _{k=1}^{n}{\frac {1}{k}}-\ln(n)}
hội tụ về một số được gọi là hằng số Euler–Mascheroni γ = 0,5772.... Mối liên hệ này có vai trò trong việc phân tích hoạt động của các thuật toán, chẳng hạn như sắp xếp nhanh.
Ngoài ra, ln(x) còn có một biểu diễn tích phân được suy ra từ tích phân Frullani khi f(x) = e−x và a = 1, được ứng dụng trong vật lý và một số trường hợp khác:
{\displaystyle \ln(x)=-\lim _{\epsilon \to 0}\int _{\epsilon }^{\infty }{\frac {dt}{t}}\left(e^{-xt}-e^{-t}\right).}

### Tính siêu việt
Số thực không phải là số đại số được gọi là số siêu việt. π và e là hai số như vậy, còn {\displaystyle {\sqrt {2-{\sqrt {3}}}}} thì không phải. Hầu hết số thực đều là số siêu việt. Logarit là một ví dụ về một hàm số siêu việt. Định lý Gelfond–Schneider khẳng định rằng logarit thường cho các giá trị siêu việt.

## Tính toán

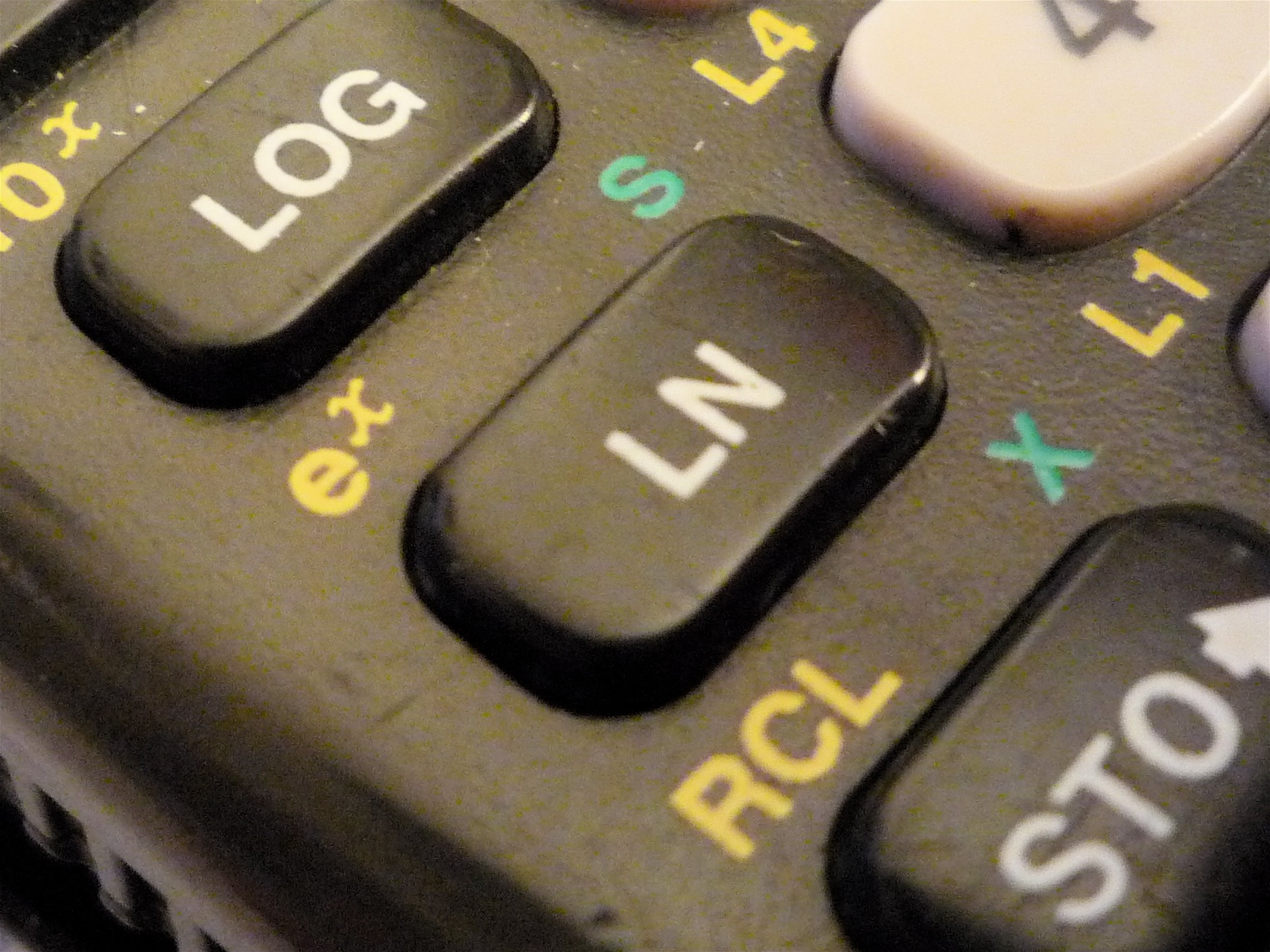
Các phím logarit (LOG cho cơ số 10 và LN cho cơ số e) trong một máy tính bỏ túi TI-83 Plus

Ta dễ dàng tính được logarit trong một số trường hợp, chẳng hạn như log10(1000) = 3. Tổng quát, logarit có thể tính bằng chuỗi lũy thừa hoặc trung bình hình học–đại số, hoặc tra cứu trong bảng số logarit tính sẵn với độ chính xác nhất định. Phương pháp Newton, một phương pháp lặp đi lặp lại để tìm nghiệm gần đúng của một phương trình, cũng có thể được sử dụng để tính logarit, vì hàm ngược của nó (hàm mũ) có thể tính được một cách có hiệu quả. Thông qua bảng số, các phương pháp tương tự như CORDIC có thể dùng để tính logarit chỉ qua phép cộng và phép dịch bit. Hơn nữa, thuật toán logarit nhị phân tính lb(x) một cách đệ quy dựa vào phép bình phương x lặp đi lặp lại và áp dụng biểu thức
{\displaystyle \log _{2}\left(x^{2}\right)=2\log _{2}|x|.}

### Chuỗi lũy thừa

#### Chuỗi Taylor

Chuỗi Taylor của ln(z) có tâm tại z = 1. Hình ảnh động này thể hiện 10 xấp xỉ đầu tiên cùng xấp xỉ thứ 99 và 100. Các xấp xỉ này không hội tụ ngoài khoảng cách 1 đơn vị từ tâm.

Với mỗi số thực z thỏa mãn 0 < z ≤ 2, ta có:
{\displaystyle {\begin{aligned}\ln(z)&={\frac {(z-1)^{1}}{1}}-{\frac {(z-1)^{2}}{2}}+{\frac {(z-1)^{3}}{3}}-{\frac {(z-1)^{4}}{4}}+\cdots \\&=\sum _{k=1}^{\infty }(-1)^{k+1}{\frac {(z-1)^{k}}{k}}\end{aligned}}}
Nói một cách ngắn gọn, ln(z) có thể được tính gần đúng theo dãy biểu thức
{\displaystyle {\begin{array}{lllll}(z-1)&&\\(z-1)&-&{\frac {(z-1)^{2}}{2}}&\\(z-1)&-&{\frac {(z-1)^{2}}{2}}&+&{\frac {(z-1)^{3}}{3}}\\\vdots &\end{array}}}
Ví dụ, với z = 1,5, biểu thức thứ ba cho kết quả là 0,4167, lớn hơn khoảng 0,011 so với ln(1,5) = 0,405465. Chuỗi này ước lượng ln(z) với độ chính xác tùy ý, miễn rằng số hạng tử là đủ lớn. Trong giải tích sơ cấp, ln(z) còn được gọi là giới hạn của chuỗi. Nó là chuỗi Taylor của logarit tự nhiên tại z = 1. Đặc biệt, nếu đặt z = 1 + x thì chuỗi trên được viết lại thành chuỗi Mercator
{\displaystyle \ln(1+x)={\frac {x^{1}}{1}}-{\frac {x^{2}}{2}}+{\frac {x^{3}}{3}}-{\frac {x^{4}}{4}}+\cdots ,}
với −1 < x ≤ 1. Chuỗi này do Isaac Newton và Nicholas Mercator tìm ra một cách độc lập và xuất hiện lần đầu tiên trong cuốn Logarithmotechnia của Mercator năm 1668. Ví dụ, khi x = 0,1 thì xấp xỉ bậc nhất của chuỗi này cho giá trị là 0,1 với sai số dưới 5% so với kết quả chính xác là ln(1,1) = 0,0953. Từ chuỗi Taylor của ln(1 + x) và ln(1 − x) (có được bằng cách thay x bằng −x trong chuỗi Mercator), ta suy ra
{\displaystyle \ln \left({\frac {1+x}{1-x}}\right)=2\sum _{k=0}^{\infty }{\frac {1}{2k+1}}\cdot x^{2k+1}=2\left(x+{\frac {x^{3}}{3}}+{\frac {x^{5}}{5}}+\cdots \right)}
với −1 < x < 1. Chuỗi này do James Gregory phát hiện năm 1668 và có thể được áp dụng để tính logarit tự nhiên của một số dương bất kỳ.

#### Các chuỗi lũy thừa khác
Một chuỗi khác được dựa trên hàm hyperbolic ngược:
{\displaystyle \ln(z)=2\cdot \operatorname {artanh} \,{\frac {z-1}{z+1}}=2\left({\frac {z-1}{z+1}}+{\frac {1}{3}}{\left({\frac {z-1}{z+1}}\right)}^{3}+{\frac {1}{5}}{\left({\frac {z-1}{z+1}}\right)}^{5}+\cdots \right),}
với mỗi số thực z > 0. Sử dụng ký hiệu sigma, chuỗi trên có thể được viết lại thành
{\displaystyle \ln(z)=2\sum _{k=0}^{\infty }{\frac {1}{2k+1}}\left({\frac {z-1}{z+1}}\right)^{2k+1}.}
Chuỗi trên được suy ra từ chuỗi Taylor của {\displaystyle \textstyle \ln \left({\frac {1+x}{1-x}}\right)} bằng cách đặt {\displaystyle \textstyle x={\frac {z-1}{z+1}}}. Nó hội tụ nhanh hơn nhiều so với chuỗi Taylor, nhất là khi z gần bằng 1. Chẳng hạn, với z = 1,5, ba hạng tử đầu tiên của chuỗi tính được gần đúng ln(1,5) với sai số khoảng 3 × 10−6. Tính hội tụ nhanh chóng khi z gần bằng 1 có thể được tận dụng theo cách sau: cho một xấp xỉ y ≈ ln(z) với độ chính xác thấp và đặt
{\displaystyle A={\frac {z}{\exp(y)}},\,}
logarit của z là:
{\displaystyle \ln(z)=y+\ln(A).\,}
Nếu giá trị y càng gần đúng thì giá trị A càng gần 1, do đó có thể tính logarit của nó một cách hiệu quả. A có thể được tính qua chuỗi lũy thừa, vốn hội tụ nhanh khi y không quá lớn. Phép tính logarit của một số z lớn có thể được đưa về phép tính các số nhỏ hơn bằng cách viết z = a · 10b, khi đó ln(z) = ln(a) + b · ln(10).
Một phương pháp khác liên quan có thể được áp dụng để tính logarit tự nhiên của một số nguyên dương bất kỳ. Khi thay {\displaystyle \textstyle z={\frac {n+1}{n}}} trong chuỗi trên, ta có
{\displaystyle \ln(n+1)=\ln(n)+2\sum _{k=0}^{\infty }{\frac {1}{2k+1}}\left({\frac {1}{2n+1}}\right)^{2k+1}.}
Nếu đã biết logarit tự nhiên của một số nguyên n lớn thì chuỗi này hội tụ rất nhanh với tốc độ là {\displaystyle \textstyle \left({\frac {1}{2n+1}}\right)^{2}}.

### Trung bình hình học–đại số
Phương pháp sử dụng trung bình hình học–đại số cho phép tính gần đúng logarit tự nhiên với độ chính xác rất cao. Theo Sasaki & Kanda (1982), phương pháp này đặc biệt nhanh với độ chính xác khoảng 400 đến 1000 chữ số thập phân, trong khi phương pháp dùng chuỗi Taylor thường nhanh chóng hơn nếu không đòi hỏi độ chính xác cao. Trong bài báo được trích dẫn, ln(x) được ước lượng với sai số 2−p theo công thức sau (bởi Carl Friedrich Gauss):
{\displaystyle \ln(x)\approx {\frac {\pi }{2M(1,2^{2-m}/x)}}-m\ln(2).}
Ở đây M(x,y) chỉ trung bình hình học–đại số của x và y, có được bằng cách thực hiện lặp đi lặp lại các phép tính {\displaystyle (x+y)/2} (trung bình cộng) và {\displaystyle {\sqrt {xy}}} (trung bình nhân) rồi lấy hai kết quả thu được làm giá trị mới của x và y. Hai số này nhanh chóng hội tụ lại về một giới hạn, và giới hạn đó là giá trị của M(x,y). Giá trị m được chọn sao cho
{\displaystyle x\,2^{m}>2^{p/2}}
để đảm bảo độ chính xác cần thiết. Nếu m càng lớn thì phép tính M(x,y) cần nhiều bước hơn nhưng độ chính xác càng cao. Các hằng số π và ln(2) có thể tính nhanh qua các chuỗi hội tụ.

### Thuật toán của Feynman
Theo Danny Hillis, một trong những cộng sự của Richard Feynman, khi còn ở Phòng thí nghiệm Quốc gia Los Alamos thực hiện Dự án Manhattan, Feynman đã phát triển một thuật toán gần giống với phép chia số lớn. Thuật toán này về sau được sử dụng trên các máy tính song song (Connection Machine). Thuật toán dựa trên cơ sở rằng mọi số thực {\displaystyle 1<x<2} có thể được biểu diễn thành tích của các thừa số khác nhau dạng {\displaystyle 1+2^{-k}} với {\displaystyle k} là số nguyên. Thuật toán tuần tự lập tích {\displaystyle P} đó: nếu {\displaystyle P\cdot (1+2^{-k})<x} thì thuật toán thay {\displaystyle P} bằng {\displaystyle P\cdot (1+2^{-k})}, và tăng giá trị {\displaystyle k} thêm 1 đơn vị bất kể đúng hay sai. Thuật toán dừng lại nếu {\displaystyle k} đủ lớn để đạt được độ chính xác cần thiết. Vì {\displaystyle \log(x)} là tổng của các số hạng dạng {\displaystyle \log(1+2^{-k})} tương ứng với giá trị {\displaystyle k} sao cho thừa số {\displaystyle 1+2^{-k}} thuộc tích {\displaystyle P} nên {\displaystyle \log(x)} có thể được tính bằng phép cộng đơn giản sử dụng bảng {\displaystyle \log(1+2^{-k})} với mọi giá trị của {\displaystyle k} ở bất kỳ cơ số nào.

## Ứng dụng

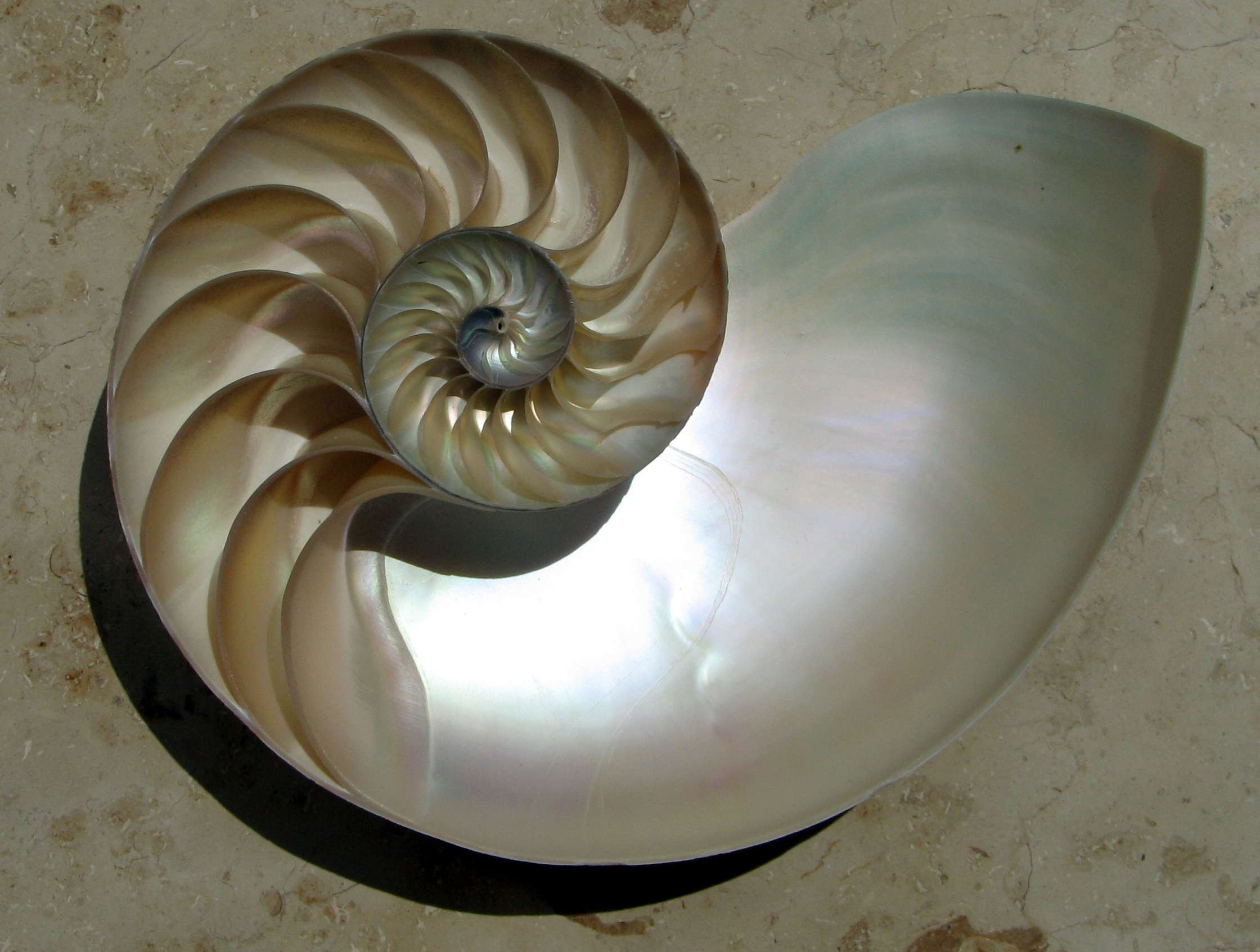
Một con ốc anh vũ thể hiện đường cong xoắn ốc logarit

Logarit có nhiều ứng dụng cả trong lẫn ngoài toán học. Một vài trong số đó có liên quan đến khái niệm về tỉ lệ bất biến. Chẳng hạn, mỗi buồng trong vỏ ốc anh vũ đều gần giống với buồng liền sau, thu nhỏ lại bởi một hằng số tỉ lệ. Đó là một ví dụ về xoắn ốc logarit. Luật Benford về tần suất xuất hiện chữ số đầu tiên cũng có thể được giải thích qua tỉ lệ bất biến. Logarit cũng có liên hệ với tính chất tự đồng dạng. Chẳng hạn, logarit xuất hiện trong việc nghiên cứu các thuật toán giải bài toán bằng cách chia thành nhiều bài toán con tương tự rồi gộp các kết quả của chúng lại với nhau. Số chiều của các hình không gian tự đồng dạng, tức là những hình mà mỗi phần của nó đều giống như hình tổng thể, cũng dựa trên logarit. Thang đo logarit rất cần thiết để định lượng mức độ thay đổi tỉ đối của một đại lượng so với mức độ thay đổi tuyệt đối của nó. Hơn nữa, vì hàm số logarit log(x) tăng rất chậm khi x ngày càng lớn nên thang đo logarit được sử dụng để "nén" lại dữ liệu khoa học quy mô lớn. Logarit cũng xuất hiện trong nhiều phương trình khoa học như phương trình tên lửa Tsiolkovsky, phương trình Fenske hay phương trình Fernst.

### Thang đo logarit

Một biểu đồ logarit thể hiện giá trị của một goldmark tính bằng papiermark trong cuộc siêu lạm phát tại Đức vào những năm 1920

Các đại lượng khoa học thường được biểu diễn theo logarit của các đại lượng khác qua thang đo logarit. Chẳng hạn, decibel là đơn vị đo dựa trên các đại lượng liên quan đến logarit. Nó được dựa trên logarit thập phân của tỉ lệ – 10 lần logarit thập phân của một tỉ lệ công suất hoặc 20 lần logarit thập phân của tỉ lệ hiệu điện thế, và được dùng để định lượng sự hao phí mức điện áp trong truyền tải tín hiệu điện, để miêu tả độ lớn của âm trong âm học, và khả năng hấp thụ bức xạ ánh sáng trong quang học. Tỉ số tín hiệu trên nhiễu mô tả lượng âm không cần thiết so với tín hiệu cũng được đo bằng decibel. Tương tự, tỉ số tín hiệu cực đại trên nhiễu thường được sử dụng để đánh giá chất lượng âm thanh và phương pháp nén ảnh thông qua logarit.
Độ lớn của một trận động đất được đo theo logarit thập phân của năng lượng do nó sinh ra qua thang độ lớn mô men hay thang độ Richter. Chẳng hạn, một trận động đất 5,0 độ giải phóng năng lượng gấp 32 lần (101.5) và một trận động đất 6,0 độ giải phóng năng lượng gấp 1000 lần (103) so với một trận động đất 4,0 độ. Cấp sao biểu kiến là một thang đo logarit thông dụng khác, dùng để đo độ sáng của các ngôi sao qua logarit. Một ví dụ khác nữa là pH trong hóa học; pH là số đối của logarit thập phân của hoạt độ của các ion hydroni H3O+ trong dung dịch. Hoạt độ của các ion hydroni trong nước cất là 10−7 mol·L−1, nên pH của nước cất là 7. Giấm thường có pH là khoảng 3. Hiệu số bằng 4 tương đương với tỉ lệ hoạt độ của H3O+ trong một chất lớn hơn chất còn lại 104 lần, tức là hoạt độ của các ion hydroni trong giấm là khoảng 10−3 mol·L−1.
Đồ thị bán logarit (logarit-tuyến tính) ứng dụng logarit theo cách trực quan: một trục (thường là trục tung) được chia tỉ lệ theo logarit. Chẳng hạn, đồ thị ở bên phải thu nhỏ mức tăng từ 1 triệu lên 1 nghìn tỷ xuống cùng độ dài (trên trục tung) so với mức tăng từ 1 lên 1 triệu. Ở những đồ thị như vậy, các hàm mũ dạng f(x) = a · bx là đường thẳng với hệ số góc bằng với logarit của b. Đồ thị logarit chia tỉ lệ cả hai trục theo logarit, nên hàm mũ dạng f(x) = a · xk là đường thẳng có hệ số góc bằng với số mũ k. Nó được ứng dụng trong việc nghiên cứu các quy tắc lũy thừa.

### Tâm lý học
Logarit xuất hiện trong các luật liên quan đến tri giác con người. Định luật Hick nhấn mạnh mối liên hệ logarit giữa thời gian mà một người bỏ ra để chọn một phương án và số lựa chọn mà người đó có. Định luật Fitts dự đoán rằng thời gian cần để di chuyển nhanh đến một vùng mục tiêu là một hàm logarit của quãng đường đến vùng đó và kích thước của mục tiêu. Trong tâm vật lý học, định luật Weber–Fechner nhắc đến mối liên hệ logarit giữa kích thích và giác quan, chẳng hạn như khối lượng thực tế so với khối lượng cảm giác của một vật mà một người đang cầm. (Tuy nhiên "định luật" này thiếu thực tế so với các mô hình mới hơn, chẳng hạn như định luật lũy thừa của Stevens.)
Các nghiên cứu về tâm lý học cho thấy những người ít được giáo dục về toán học thường ước lượng các đại lượng theo logarit, tức là họ đặt một số trên một đường thẳng không được đánh dấu dựa trên logarit của nó sao cho 10 gần với 100 như khi 100 gần với 1000. Khi được đào tạo kỹ càng hơn, họ có xu hướng chuyển sang ước lượng tuyến tính (đặt 1000 xa hơn 10 lần) trong một số trường hợp, trong khi logarit được dùng thay thế khi các số cần đặt quá lớn.

### Lý thuyết xác suất và thống kê

Ba hàm mật độ xác suất (PDF) của biến ngẫu nhiên và phân phối loga chuẩn của chúng. Tham số vị trí μ, vốn bằng 0 với cả ba hàm trên, là trung bình của logarit biến ngẫu nhiên, không phải là trung bình của biến đó.

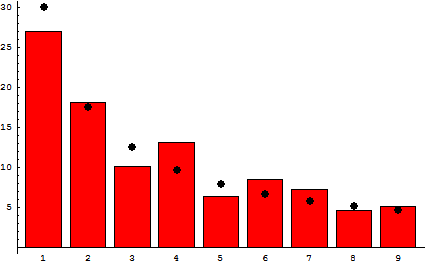
Biểu đồ thể hiện tần suất xuất hiện của chữ số đầu tiên trong dữ liệu dân số của 237 quốc gia trên thế giới. Các chấm đen chỉ phân bố do luật Benford dự đoán.

Logarit được ứng dụng trong lý thuyết xác suất: luật số lớn cho rằng, với một đồng tiền hai mặt, khi số lần tung tiến đến vô hạn, tỉ lệ xuất hiện mặt ngửa tiệm cận về một nửa. Sự biến động của tỉ lệ này được giải thích qua luật về logarit lặp.
Logarit cũng xuất hiện trong phân phối loga chuẩn. Khi logarit của một biến ngẫu nhiên có một phân phối chuẩn, biến đó được gọi là có một phân phối loga chuẩn. Phân phối loga chuẩn thường gặp trong nhiều lĩnh vực khi một biến là tích của nhiều biến dương độc lập ngẫu nhiên, chẳng hạn như trong nghiên cứu sự nhiễu loạn.
Logarit được dùng trong phép hợp lý cực đại của các mô hình thống kê tham số. Với một mô hình như vậy, hàm khả năng phụ thuộc vào ít nhất một tham số cần được lấy gần đúng. Giá trị lớn nhất của hàm khả năng xảy ra tại cùng giá trị tham số với giá trị lớn nhất của logarit của khả năng đó ("hợp lý logarit"), vì logarit là hàm số tăng. Giá trị lớn nhất của hợp lý logarit là dễ tìm hơn đặc biệt với các khả năng được nhân cho biến độc lập ngẫu nhiên.
Luật Benford mô tả sự xuất hiện của các chữ số trong nhiều bộ dữ liệu, chẳng hạn như chiều cao của các tòa nhà. Theo luật này thì xác suất để chữ số đầu tiên của một dữ liệu trong bộ dữ liệu đó là d (từ 1 đến 9) bằng log10(d + 1) − log10(d) bất kể đơn vị đo. Vì vậy, khoảng 30% dữ liệu có thể bắt đầu bằng chữ số 1, khoảng 18% bắt đầu bằng chữ số 2... Các kiểm toán viên thường đối chiếu dữ liệu với luật Benford để phát hiện các hành vi gian lận trong kế toán.

### Độ phức tạp tính toán
Phân tích thuật toán là một nhánh của khoa học máy tính nghiên cứu về hoạt động của thuật toán (chương trình máy tính dùng để giải quyết một vấn đề nhất định). Logarit có vai trò trong việc mô tả các thuật toán chia nhỏ một vấn đề thành nhiều vấn đề con rồi hợp các kết quả lại với nhau.
Chẳng hạn, để tìm một số trong một mảng đã sắp xếp, thuật toán tìm kiếm nhị phân sẽ kiểm tra phần tử đứng giữa mảng và tiếp đến kiểm tra nửa khoảng nằm trước hoặc nằm sau phần tử đứng giữa nếu không tìm thấy số đó. Thuật toán này cần trung bình log2(N) bước so sánh với N là số phần tử của mảng. Tương tự, thuật toán sắp xếp trộn sắp xếp một mảng bằng cách chia đôi thành hai mảng con và sắp xếp chúng trước khi gộp lại các kết quả. Thuật toán sắp xếp trộn thường tốn một khoảng thời gian xấp xỉ tỉ lệ thuận với N · log(N). Cơ số của logarit không được nhắc đến cụ thể, vì kết quả chỉ thay đổi theo một hằng số nhất định khi dùng cơ số khác. Người ta không quan tâm đến hằng số đó khi phân tích thuật toán dưới mô hình chi phí thống nhất tiêu chuẩn.
Một hàm số f(x) được gọi là hàm số tăng logarit nếu f(x) tỉ lệ thuận với logarit của x. (Tuy nhiên, một số tài liệu sinh học sử dụng thuật ngữ này đối với hàm mũ khi viết về sự sinh trưởng của sinh vật.) Chẳng hạn, mọi số tự nhiên N đều có thể được biểu diễn dưới dạng nhị phân sử dụng không quá log2(N) + 1 bit. Nói cách khác, lượng bộ nhớ cần dùng để lưu trữ N tăng theo logarit của N.

### Entropy và sự hỗn loạn

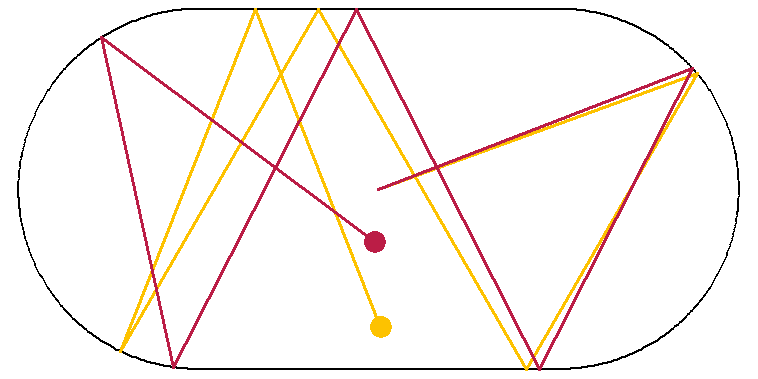
Một mô hình bàn bida. Hai hạt điểm bắt đầu chuyển động từ vị trí trung tâm với hai góc sai khác nhau 1 độ, sau đó tách ra di chuyển hỗn loạn do sự phản xạ trên thành bàn.

Entropy là một phép đo về sự hỗn loạn của một hệ. Trong cơ học thống kê, entropy S của một hệ vật lý được xác định là
{\displaystyle S=-k\sum _{i}p_{i}\ln(p_{i}).\,}
Tổng này được lấy trên tất cả các trạng thái i của hệ được xét, chẳng hạn như vị trí của các phân tử khí trong bình chứa, trong đó pi là xác suất để hệ nằm ở trạng thái i và k là hằng số Boltzmann. Tương tự, entropy thông tin mô tả mức độ hỗn loạn của thông tin. Nếu người nhận một thông điệp kỳ vọng nhận được bất kỳ trong số N thông điệp có thể với khả năng giống nhau thì lượng thông tin truyền tải bởi một thông điệp như vậy được định lượng là log2(N) bit.
Lũy thừa Lyapunov sử dụng logarit để đo mức độ hỗn loạn của một hệ thống động lực. Chẳng hạn, khi một chất điểm di chuyển trên một bàn bida, chỉ một thay đổi rất nhỏ về góc cũng có thể làm thay đổi hoàn toàn hướng đi của chất điểm đó. Hệ thống như vậy hỗn loạn một cách tất định, vì những sai sót nhỏ ở điều kiện ban đầu thường dẫn đến những kết quả khác hẳn nhau. Ít nhất một lũy thừa Lyapunov của một hệ hỗn loạn tất định có giá trị dương.

### Phân dạng

Tam giác Sierpinski (bên phải) được tạo nên bằng cách lặp đi lặp lại việc thay thế một tam giác đều bằng ba tam giác đều nhỏ hơn.

Logarit xuất hiện trong định nghĩa về số chiều phân dạng. Phân dạng là một đối tượng hình học có cấu trúc tự đồng dạng: mỗi hình nhỏ hơn đều trông giống như hình tổng thể. Tam giác Sierpinski (hình bên) được tạo ra từ ba bản sao của chính nó, mỗi hình có cạnh bằng một nửa hình ban đầu. Theo đó, số chiều Hausdorff của cấu trúc này là ln(3)/ln(2) ≈ 1,58. Một khái niệm khác về số chiều dựa trên logarit được suy ra bởi việc đếm số hình vuông đơn vị để bao phủ hết bề mặt phân dạng được xét.

### Âm nhạc
Logarit có liên hệ đến cung và quãng trong âm nhạc. Trong hệ thống âm tự nhiên, tỉ lệ tần số chỉ phụ thuộc vào quãng giữa hai tông nhạc, không phụ thuộc vào tần số hay cao độ của từng tông cụ thể. Chẳng hạn, nốt A có tần số là 440 Hz và nốt B♭ có tần số là 466 Hz. Quãng giữa nốt A và nốt B♭ là nửa cung, giống như quãng giữa nốt B♭ và nốt B (tần số 493 Hz), vì tỉ lệ tần số của hai quãng trên gần bằng nhau:
{\displaystyle {\frac {466}{440}}\approx {\frac {493}{466}}\approx 1,059\approx {\sqrt[{12}]{2}}.}
Do đó, logarit có thể được dùng để miêu tả các quãng: một quãng được đo theo đơn vị nửa cung bằng cách lấy logarit cơ số 21/12 của tỉ lệ tần số, trong khi logarit cơ số 21/1200 của nó đo quãng đó theo cent, bằng một phần trăm so với nửa cung.
| Quãng (phát hai tông cùng lúc)                                                 | Tông 1/12 phátⓘ                                 | Nửa cung phátⓘ                                  | Quãng 5/4 phátⓘ                      | Quãng 3 trưởng phátⓘ                                                                              | Quãng 3 cung phátⓘ                                                                            | Quãng tám phátⓘ                      |
| Tỉ lệ tần số r                                                                 | {\displaystyle 2^{\frac {1}{72}}\approx 1,0097} | {\displaystyle 2^{\frac {1}{12}}\approx 1,0595} | {\displaystyle {\tfrac {5}{4}}=1,25} | {\displaystyle {\begin{aligned}2^{\frac {4}{12}}&={\sqrt[{3}]{2}}\\&\approx 1,2599\end{aligned}}} | {\displaystyle {\begin{aligned}2^{\frac {6}{12}}&={\sqrt {2}}\\&\approx 1,4142\end{aligned}}} | {\displaystyle 2^{\frac {12}{12}}=2} |
| Số nửa cung tương ứng {\displaystyle \log _{\sqrt[{12}]{2}}(r)=12\log _{2}(r)} | {\displaystyle {\tfrac {1}{6}}\,}               | {\displaystyle 1\,}                             | {\displaystyle \approx 3,8631\,}     | {\displaystyle 4\,}                                                                               | {\displaystyle 6\,}                                                                           | {\displaystyle 12\,}                 |
| Số cent tương ứng {\displaystyle \log _{\sqrt[{1200}]{2}}(r)=1200\log _{2}(r)} | {\displaystyle 16{\tfrac {2}{3}}\,}             | {\displaystyle 100\,}                           | {\displaystyle \approx 386,31\,}     | {\displaystyle 400\,}                                                                             | {\displaystyle 600\,}                                                                         | {\displaystyle 1200\,}               |

### Lý thuyết số
Logarit tự nhiên có liên hệ gần gũi với việc đếm số nguyên tố (2, 3, 5, 7, 11...), một chủ đề quan trọng trong lý thuyết số. Với mỗi số nguyên x, số lượng số nguyên tố nhỏ hơn hoặc bằng x được ký hiệu là π(x). Theo định lý số nguyên tố, giá trị gần đúng của π(x) được cho bởi công thức
{\displaystyle {\frac {x}{\ln(x)}},}
trong đó "gần đúng" ở đây có nghĩa là tỉ số giữa π(x) và x/ln(x) tiệm cận về 1 khi x tiến dần ra vô hạn. Nói cách khác, xác suất để một số được chọn ngẫu nhiên nằm giữa 1 và x là số nguyên tố tỉ lệ nghịch với số chữ số của x. Một xấp xỉ chính xác hơn nữa của π(x) được cho bởi hàm tích phân logarit bù Li(x), được định nghĩa là
{\displaystyle \mathrm {Li} (x)=\int _{2}^{x}{\frac {1}{\ln(t)}}\,dt.}
Giả thuyết Riemann, một trong những phỏng đoán toán học mở lâu đời nhất, có thể được phát biểu trên cơ sở so sánh π(x) và Li(x). Định lý Erdős–Kac mô tả số các thừa số nguyên tố khác nhau cũng liên quan đến logarit tự nhiên.
Logarit của n giai thừa, n! = 1 · 2 ·... · n, được cho bởi
{\displaystyle \ln(n!)=\ln(1)+\ln(2)+\cdots +\ln(n).\,}
Biểu thức này được dùng để suy ra phép xấp xỉ Stirling, một phép tính gần đúng n! với n lớn.

## Khái quát hóa

### Logarit phức
Mọi nghiệm phức a của phương trình
{\displaystyle e^{a}=z}

Một điểm z = x + iy trong mặt phẳng phức. Cả hai góc φ và φ' đều là argumen của z.

được gọi là logarit phức của z, với z là một số phức. Mỗi số phức thường có dạng z = x + iy với x và y là số thực và i là đơn vị ảo (căn bậc hai của −1). Một số như vậy có thể được biểu diễn bằng một điểm trong mặt phẳng phức như hình bên phải. Mặt phẳng phức thường biểu thị một số phức z khác không theo giá trị tuyệt đối của nó, tức là khoảng cách r đến điểm gốc, và một góc hợp bởi trục hoành thực Re và đường thẳng đi qua gốc tọa độ và z. Góc này được gọi là argumen của z.
Giá trị tuyệt đối r của z được tính bằng 
{\displaystyle \textstyle r={\sqrt {x^{2}+y^{2}}}.}
Áp dụng biểu diễn hình học của {\displaystyle \sin } và {\displaystyle \cos } và tính tuần hoàn của chúng với chu kỳ {\displaystyle 2\pi }, mỗi số phức z cũng có thể được biểu diễn dưới dạng 
{\displaystyle z=x+iy=r(\cos \varphi +i\sin \varphi )=r(\cos(\varphi +2k\pi )+i\sin(\varphi +2k\pi )),}
với k là số nguyên. Rõ ràng argumen của z không phải là duy nhất: cả φ và φ' = φ + 2kπ đều là argumen của z với mọi số nguyên k, vì thêm 2kπ radian hoặc k⋅360° vào φ tức là "quay" góc φ quanh gốc tọa độ k vòng. Số phức cuối cùng luôn là z, như được minh họa trong hình bên phải với k = 1. Ta có thể chọn đúng một trong số các argumen của z làm argumen chính, ký hiệu là Arg(z) với chữ cái A in hoa, bằng cách giới hạn φ xuống một vòng quay nhất định, chẳng hạn như {\displaystyle -\pi <\varphi \leq \pi } hoặc {\displaystyle 0\leq \varphi <2\pi .} Các nửa khoảng này được gọi là nhánh chính của hàm argumen. 

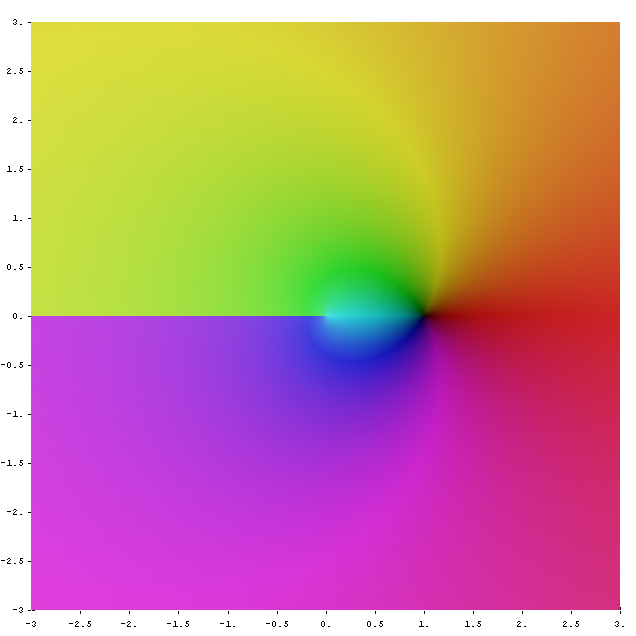
Miền tô màu của logarit phức Log(z). Điểm màu đen tại z = 1 tương ứng với giá trị tuyệt đối bằng không. Màu sáng hơn, sẫm hơn biểu thị giá trị tuyệt đối lớn hơn. Sắc độ của màu chỉ argumen của Log(z).

Công thức Euler liên hệ các hàm lượng giác sin và cosin với hàm mũ phức: 
{\displaystyle e^{i\varphi }=\cos \varphi +i\sin \varphi .}
Áp dụng công thức trên và tính chất tuần hoàn, ta có:
{\displaystyle {\begin{array}{lll}z&=&r\left(\cos \varphi +i\sin \varphi \right)\\&=&r\left(\cos(\varphi +2k\pi )+i\sin(\varphi +2k\pi )\right)\\&=&re^{i(\varphi +2k\pi )}\\&=&e^{\ln(r)}e^{i(\varphi +2k\pi )}\\&=&e^{\ln(r)+i(\varphi +2k\pi )}=e^{a_{k}},\end{array}}}
với ln(r) là logarit tự nhiên thực duy nhất, ak là logarit phức của z và k là một số nguyên bất kỳ. Do đó, logarit phức của z, bao gồm tất cả các số phức ak sao cho lũy thừa bậc ak của e bằng z, là một tập hợp vô số các giá trị ak thỏa mãn
{\displaystyle a_{k}=\ln(r)+i(\varphi +2k\pi ),\quad } với k là một số nguyên.
Đặt k sao cho {\displaystyle \varphi +2k\pi } nằm trong các nửa khoảng được xác định như trên thì ak được gọi là giá trị chính của logarit phức, ký hiệu là Log(z) với chữ cái L in hoa. Argumen chính của mọi số thực dương x bằng 0; do đó Log(x) là một số thực bằng với logarit tự nhiên thực. Tuy vậy, các công thức về logarit của một tích hay lũy thừa không áp dụng được cho giá trị chính của logarit phức.
Hình bên phải miêu tả miền tô màu của Log(z), trong đó z được giới hạn về nửa khoảng (-π, π]. Có thể thấy nhánh tương ứng của logarit phức bị đứt đoạn trên toàn bộ phần âm của trục hoành thực, tại đó sắc độ thay đổi bất chợt. Sự đứt đoạn này nảy sinh từ việc chuyển sang phân vùng khác trong cùng một nhánh khi đi qua một đường biên (không chuyển qua giá trị k tương ứng của nhánh lân cận). Một quỹ tích như vậy được gọi là nhánh cắt. Hiện tượng này chỉ có thể bị phá vỡ bằng cách loại bỏ điều kiện của argumen, và khi đó argumen của z và logarit của nó đều trở thành hàm đa trị.

### Hàm ngược của các hàm mũ khác
Lũy thừa xuất hiện trong nhiều lĩnh vực của toán học và hàm ngược của nó thường được gọi là logarit. Chẳng hạn, logarit của một ma trận là hàm ngược (đa trị) của hàm mũ ma trận. Một ví dụ khác là hàm logarit p-adic, hàm ngược của hàm mũ p-adic. Cả hai đều được xác định qua chuỗi Taylor tương tự như với số thực. Khác với số thực, logarit p-adic còn có thể được mở rộng cho mọi số p-adic khác 0. Trong hình học vi phân, ánh xạ mũ ánh xạ không gian tiếp tuyến tại một điểm của một đa tạp đến một lân cận của điểm đó, và ánh xạ ngược lại với nó được gọi là ánh xạ logarit.
Trong nhóm hữu hạn, lũy thừa là nhân lặp đi lặp lại một phần tử b trong nhóm với chính nó. Logarit rời rạc là nghiệm nguyên n của phương trình
{\displaystyle b^{n}=x,\,}
với x là một phần tử trong nhóm. Phép lũy thừa rời rạc có thể dễ dàng thực hiện được, nhưng logarit rời rạc được cho là khó tính được trong một số nhóm. Tính bất đối xứng này có những ứng dụng quan trọng trong mật mã hóa khóa công khai, chẳng hạn như trong trao đổi khóa Diffie–Hellman, một phương pháp cho phép trao đổi khóa mật mã một cách bảo mật trên các kênh thông tin không an toàn. Logarit Zech có liên hệ với logarit rời rạc đối với nhóm nhân của các phần tử khác không trong một trường hữu hạn.
Các hàm ngược khác liên quan đến logarit bao gòm logarit kép ln(ln(x)), siêu logarit (có dạng gần giống với logarit lặp trong khoa học máy tính), hàm Lambert W và logit. Chúng lần lượt là hàm ngược của hàm mũ kép, tetration, f(w) = wew, và hàm logistic.

### Các khái niệm liên quan
Trong lý thuyết nhóm, đồng nhất thức log(cd) = log(c) + log(d) biểu thị một đẳng cấu nhóm giữa các số thực dưới phép nhân và các số thực dưới phép cộng. Hàm logarit là đẳng cấu liên tục duy nhất giữa các nhóm này. Bằng đẳng cấu đó, độ đo Haar (độ đo Lebesgue) dx trên các số thực tương ứng với độ đo Haar dx/x trên các số thực dương. Các số thực không âm dưới phép cộng và phép nhân tạo thành một bán vành được gọi là bán vành xác suất; sau đó, logarit chuyển phép nhân thành phép cộng (phép nhân log) và chuyển phép cộng thành phép cộng log (LogSumExp), cho một phép đẳng cấu giữa bán vành xác suất và bán vành log. Trong giải tích phức và hình học đại số, 1-dạng logarit df/f  là một dạng vi phân với cực điểm logarit.
Hàm đa loga là hàm số xác định bởi
{\displaystyle \operatorname {Li} _{s}(z)=\sum _{k=1}^{\infty }{z^{k} \over k^{s}}.}
Nó có liên hệ với logarit tự nhiên theo đồng nhất thức Li1(z) = −ln(1 − z). Hơn nữa, Lis(1) bằng với hàm zeta Riemann ζ(s).